# Schefflera botumirimensis
Schefflera botumirimensis är en araliaväxtart som beskrevs av Pedro Fiaschi och Pirani. Schefflera botumirimensis ingår i släktet Schefflera och familjen araliaväxter. Inga underarter finns listade.